# Моштени (Фуркулешти)
Моштени (рум. Moșteni) насеље је у Румунији у округу Телеорман у општини Фуркулешти. Oпштина се налази на надморској висини од 34 m.

## Становништво
Према подацима из 2011. године у насељу је живело 584 становника.